# خوليو ميراندا
خوليو ميراندا (بالإسبانية: Julio Miranda)‏ هو سياسي أرجنتيني، ولد في 17 أكتوبر 1946 في الأرجنتين. حزبياً، نشط في الحزب العدلي. وقد انتخب عضو مجلس الشيوخ الأرجنتيني عن دائرة توكومان (22 ديسمبر 1992 – 27 أكتوبر 1999).